# Командный чемпионат Европы по международным шашкам среди мужчин 2014 (блиц)
Командный чемпионат Европы по международным шашкам среди мужчин по блицу 2014 года прошёл 6 октября в Таллине (Эстония) одновременно с женским турниром. Главный судья — Юрий Липницкий.
Результаты турнира определялись по итогам соревнований в личном зачёте, где участвовали 64 шашиста. Классификация команд — по наименьшей сумме мест в личном зачёте участников команд. В составе национальной сборной три человека. В случае отсутствия третьего участника команды — присуждается виртуальное 65 место.
Всего выступило 9 стран.

## Призёры
Золото — Россия (Муродулло Амриллаев, Александр Шварцман, Александр Гетманский),
 Серебро — Украина (Артём Иванов, Юрий Аникеев, Игорь Кирзнер),
 Бронза — Латвия (Роберт Мисанс, Гунтис Валнерис, Раймонд Випулис)

## Таблица
| Место команды | Команда     | участники команды                                             | места участников | Сумма мест |
| ------------- | ----------- | ------------------------------------------------------------- | ---------------- | ---------- |
| 1.            | Россия      | Муродулло Амриллаев, Александр Шварцман, Александр Гетманский | (2+5+19)         | 27         |
| 2.            | Украина     | Артём Иванов, Юрий Аникеев, Игорь Кирзнер                     | (8+10+13)        | 30         |
| 3.            | Латвия      | Роберт Мисанс, Гунтис Валнерис, Раймонд Випулис               | (11+15+17)       | 44         |
| 4.            | Нидерланды  | Рул Бомстра, Ваутер Сипма, Ян Грунендейк                      | (6+12+29)        | 48         |
| 5.            | Литва       | Эдвард Бужинский, Артур Тункевич, Алексей Домчев              | (16+34+42)       | 91         |
| 6.            | Эстония     | Урмо Ильвес, Кайдо Леэсманн, Виллем Лююс                      | (23+33+48)       | 105        |
| 7.            | Польша      | Оскар Будис, Пётр Хмель, Станислав Урбанек                    | (35+41+45)       | 120        |
| 8.            | Беларусь    | Сергей Носевич, Владислав Валюк                               | (22+52+65)       | 139        |
| 9.            | Азербайджан | Фархад Гусейнов, Эмиль Эльдар Рустамов                        | (30+55+65)       | 149        |